# Eulalia z Méridy

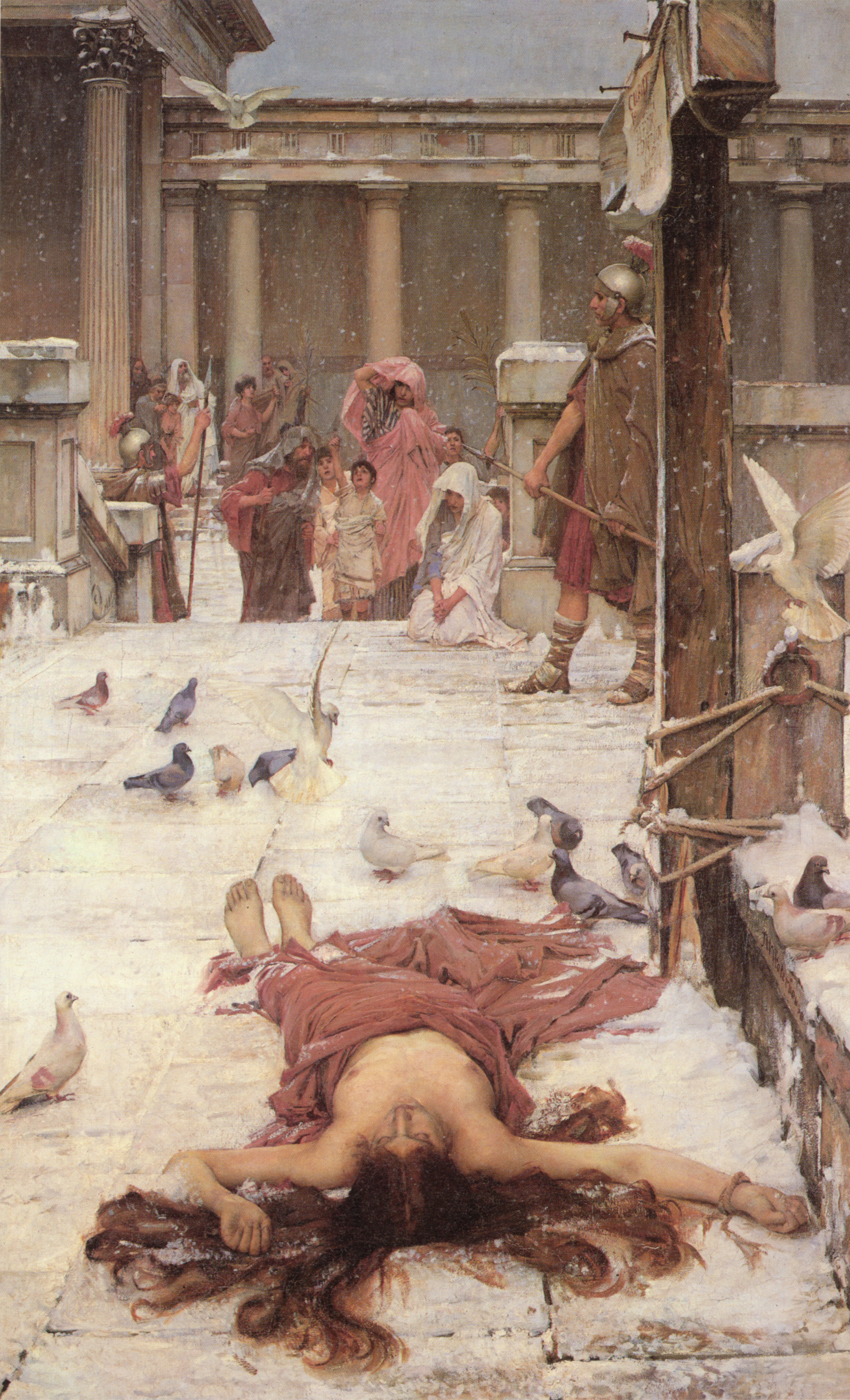
Św. Eulalia, John William Waterhouse, 1885.

Eulalia z Méridy (ur. ok. 290 lub 292 w Augusta Emerita, zm. ok. 304 tamże) – dziewica i męczennica chrześcijańska, hiszpańska bohaterka wiary, święta Kościoła katolickiego i prawosławnego.
O jej życiu niewiele wiadomo. Jej Passio, które się zachowało, nie przedstawia większej wartości historycznej, natomiast wczesny kult świętej jest dobrze udokumentowany . Śmierć męczeńską poniosła w czasach panowania Dioklecjana (284–305) i Maksymiana (286–305), będąc kilkunastoletnią dziewczyną.

## Żywot
Pochodziła z zamożnej chrześcijańskiej rodziny z okolic obecnej Barcelony. Słysząc o prześladowaniach chrześcijan, w tajemnicy opuściła dom. Jawnie upomniała miejscowego urzędnika za jego postępowanie wobec wiernych. Nie wyrzekłszy się wiary w Chrystusa i za odmowę złożenia ofiary bogom poniosła śmierć męczeńską mając trzynaście (lub czternaście) lat.
Hagiografia przypisuje jej śmierć poprzez spalenie w piecu lub poprzez rozpięcie jej na krzyżu i podpalenie świecami. W chwili śmierci z jej ust miała ulecieć dusza w postaci białej gołębicy oraz spaść śnieg, aby okryć jej ciało. Ciało świętej pogrzebali jej rodzice.

## Kult świętej

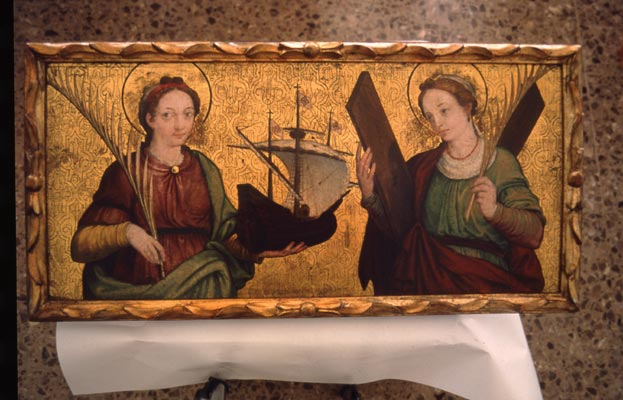
Św. Eulalia (po prawej) ze św. Matroną z Barcelony

Święta Eulalia widnieje na bizantyńskiej mozaice w Rawennie, a rzymski poeta Prudencjusz (zm. ok. 405) poświęcił jej hymn Peristephanon. Czcili ją Wenancjusz Fortunat w swej poezji i św. Grzegorz z Tours w dziele In gloria martyrum.
Z czasem kult rozszerzył się na obszarze Afryki Północnej, Francji i Włoch. 
Jej wspomnienie liturgiczne w Kościele katolickim obchodzone jest 10 grudnia. Związany ze świętą dzień 12 lutego prawdopodobnie upamiętnia przeniesienie relikwii (św. Eulalia czczona w Barcelonie właśnie 12 lutego wydaje się być tożsama ze świętą z Méridy).
Cerkiew prawosławna wspomina męczennicę 22 sierpnia/4 września, tj. 4 września według kalendarza gregoriańskiego.
Jej atrybutami są miniaturowy piecyk i biała gołębica, lecz spotykana jest też lilia oraz tradycyjna palma męczeństwa. W ikonografii prawosławnej święta ma szkarłatne szaty i krzyż w ręce. Wyróżnia ją jedynie młody wiek i niski wzrost.
Jest patronką katedry św. Eulalii w Barcelonie i samej Barcelony. W wirydarzu katedry znajduje się niewielki staw dla trzynastu gęsi symbolizujących wiek świętej. Jest też patronką kobiet w połogu, podróżnych, a także młodzieży. Ponadto jest orędowniczką w wypadkach zachorowań na dyzenterię i w nieszczęściach.